# Test de marche de six minutes
Le test de marche de six minutes est une épreuve normalisée d'appréciation de la capacité fonctionnelle d'une personne et consistant à lui faire parcourir en marchant la plus grande distance qu'elle peut dans le temps de six minutes.
Cette marche peut être limitée par un essoufflement (dyspnée) ou une fatigabilité. Le test ne doit pas être réalisé en cas de douleurs pouvant limiter le déplacement.

## Résultats
Ce test permet de quantifier la gêne du patient dans la marche et de voir son évolution avec celle de son état de santé, ainsi que de vérifier l'efficacité d'un traitement. Le niveau atteint est inversement corrélé avec le pronostic chez le patient en insuffisance cardiaque.
Une distance inférieure à 300 m serait corrélée avec une baisse significative de la consommation maximale d'oxygène et avec un pronostic plus médiocre. Un niveau bas du test n'est cependant que faiblement corrélé avec une diminution de la qualité de vie.
Cet examen a une bonne reproductibilité, même chez la personne âgée.